# 설의석
설의석(薛義錫, 1982년 11월 22일 ~ )은 전 KBO 리그 현대 유니콘스의 투수이다.

## 출신학교
- 인천고등학교